# Breakdance (videogioco)
Breakdance, scritto anche Break Dance su schermo, è un videogioco di break dance pubblicato nel 1984 per Commodore 64 dalla Epyx. È costituito da diversi sottogiochi indipendenti, perlopiù basati sulla memorizzazione e ripetizione di passi di danza.
Quando uscì sfruttava il fenomeno della break dance che stava avendo un periodo di popolarità nel mondo.
La versione su floppy disk differisce in alcuni dettagli estetici, più ricchi, da quella su cassetta (pubblicata solo in Europa da CBS Electronics e in successiva edizione economica da Americana Software, etichetta della Mastertronic).

## Modalità di gioco
Breakdance permette di scegliere tra cinque tipi di gioco, descritti di seguito. C'è anche l'opzione per due giocatori, ma partecipano in modo alternato e indipendente. Tutte le discipline sono con visuale a schermo fisso e i ballerini visti di fronte. I ballerini sono tutti uomini e differiscono solo per il colore del vestito.
Hot Feet Dance Contest: è il gioco più semplice e si svolge in mezzo a una strada di città. Si può scegliere di fare pratica oppure iniziare la sfida. Un ballerino comandato dal computer effettua una mossa di danza e subito dopo il giocatore deve replicarla con il proprio ballerino; se lo fa correttamente, si passa a una sequenza di due mosse da replicare nel giusto ordine, poi tre e così via. Il meccanismo è simile a quello del semplice gioco Simon. Le mosse possibili sono cinque, corrispondenti alle quattro direzioni e al pulsante del joystick. Lo scopo è accumulare punteggio; in caso di errore si perde una vita e si ricomincia da una mossa sola.
Battle of the Rocket Crew: simile nel meccanismo di base alla prova precedente, si svolge su una strada che termina sul molo. Stavolta il ballerino del giocatore compete con un gruppo rivale, i cui membri avanzano dall'alto affiancati in gruppetti da due a quattro, ciascun membro ripetendo in continuazione una propria sequenza di mosse. Il giocatore deve spostare il ballerino sotto uno degli avversari e quindi ripetere la sua sequenza di mosse. Se la sequenza è giusta l'avversario "esplode" e viene eliminato. Gli avversari scendono gradualmente e, se non vengono eliminati, spingono verso il basso il protagonista, finché questo non finisce in acqua e viene sconfitto. Inizialmente le sequenze sono di due mosse e aumentano man mano che si eliminano gli avversari.
Perfections Dance Puzzle: si svolge di fronte a un edificio, con due ballerini sulla strada antistante. Anche qui il ballerino controllato dal computer esegue una serie di mosse che il giocatore deve replicare, ma le mosse possibili sono più numerose, in sequenze da 4, 6 o 8. In fase di selezione, tutte le mosse effettuate sono mostrate in ordine sparso tramite immagini del ballerino raffigurate sui finestroni dell'edificio, che sono numerati. Il giocatore deve ricostruire la sequenza numerica selezionando le finestre, come in una specie di Mastermind. Per ogni mossa nella giusta posizione apparirà il simbolo di uno stereo, come con i pioli del Mastermind. Si può continuare a provare fino allo scadere del tempo, rappresentato da una bandiera USA che viene lentamente ammainata.
Choreograph Your Own Dance: è un gioco non competitivo, dove si può coreografare liberamente un'esibizione, senza uno scopo determinato. Si svolge su un palco davanti a un pubblico. Da un'altra schermata con un menù di testo si possono scegliere diversi classici movimenti di break dance come up rocking, moonwalking o backspin. In tutto ci sono 14 mosse possibili, ripetibili in sequenza libera fino a un massimo di 251. La sequenza composta è visualizzata come una serie di lettere e numeri. Quando si desidera si può passare all'esecuzione automatica della coreografia. Durante il ballo il giocatore può anche spostare il ballerino in tutte le direzioni sul palco, variare la velocità di esecuzione delle mosse, e cambiare la musica di sottofondo tra cinque brani. Le sequenze create si possono salvare.
Grand Loop: consiste nell'affrontare in sequenza tutti i primi tre giochi.

## Accoglienza
L'accoglienza della stampa di settore dell'epoca di solito fu tiepida. Diverse riviste diedero a Breakdance giudizi complessivi medi.
Alcune riviste giudicarono più interessante la parte di coreografia libera, tra l'altro l'unica creativa e veramente affine al tema della break dance.
La rivista statunitense Compute!'s Gazette lo ritenne un buon prodotto, apprezzando grafica e sonoro.
Computer and Video Games apprezzò molto l'originalità e la grafica, ma riteneva il sonoro poco all'altezza delle capacità del Commodore 64; nel complesso era incerta sull'interesse del gioco.
Electronic Games lo trovò mediocre, salvo che per l'originalità, giudicata accettabile.
Secondo Commodore User il gioco era sufficiente, e migliore in una comparazione con il concorrente Break Fever, ma un anno dopo (1986) la rivista lo giudicò anche datato e il peggior gioco della Epyx fino ad allora.
Home Computing Weekly trovava il gioco bello, ma noioso a lungo andare.
Zzap! fu particolarmente negativa, con un voto del 35% alla riedizione economica.